# Zdešar
Zdešar je priimek več znanih Slovencev:
- Aleš Zdešar, geolog in naravoslovni fotograf
- Anton Zdešar (1871—1945), duhovnik in cerkveni zgodovinar
- Bojan Zdešar (*1984), plavalec
- Henrik Zdešar, partizan, politični komisar Vojkove brigade
- Henrik Zdešar (1906—1983), učitelj, pedagog, šolnik
- Janez Zdešar (1926—2013), teolog biblicist, izseljenski duhovnik, zgodovinski publicist
- Katja Zdešar Kotnik, antropologinja
- Pavel Zdešar (*1950), čebelar